# زبيدة (ممثلة)
زبيدة هي ممثلة هندية (وحملت سابقاً جنسية الراج البريطاني)، ولدت في 1911 بسورت في الهند، وتوفيت في 21 سبتمبر 1988 بمومباي في الهند بسبب قصور كلوي.

## وصلات خارجية
- زبيدة على موقع IMDb (الإنجليزية)
- زبيدة على موقع قاعدة بيانات الفيلم (الإنجليزية)